# Ego (EP)
《Ego》(에고)는 가수 백지영의 첫 번째 EP 음반이다.

## 수록곡
- 이 음반에 수록된 노래들 중 〈내 귀에 캔디〉가 네 가지 버전으로 수록되어 있다.

1. 내 귀에 캔디 (Feat. 택연)
2. 비라도 내렸으면 좋겠어
3. 괜찮다고 말하고 (드라마 루비 반지 삽입곡)
4. 내 귀에 캔디(RRM`s Bitter Candy Mix)
5. 내 귀에 캔디(SuperTouch Refix)
6. 내 귀에 캔디(DJ BEEJAY Herbal House Mix)